# Anthony Harvey
Anthony Harvey (Londres, 3 de junho de 1930 – Nova Iorque, 23 de novembro de 2017) foi um cineasta britânico.

## Filmografia
- Dutchman (1966)
- The Lion in Winter (1968)
- They Might Be Giants (1971)
- A Glimpse of Tiger (1971)
- The Glass Menagerie (1973) (1973)
- The Abdication (1974)
- The Disappearance of Aimee (1976)
- Eagle's Wing (1979)
- Players (1979)
- Richard's Things (1980)
- Svengali (1983)
- Grace Quigley (1985)
- This Can't Be Love (1994)